# Bard de Dublín
Bard (irlandès: Bairith) va ser un cabdill nòrdic-gaèlic, monarca viking del regne de Dublín durant un breu període a la segona meitat del segle IX que possiblement va co-regnar amb Halfdan de Dublín durant les absències d'aquest en campanyes vikingues. Era pare adoptiu de Eystein Olafsson.
Cronològicament és possible que el rei de  Limerick, Colla ua Báirid (mort el 932) fos fill seu, però no han sobreviscut registres històrics que puguin afirmar-lo amb certesa.